# Liste der Präfekten von Ägypten
Die folgende Liste enthält die Personen, für die bekannt ist, dass sie in römischer und byzantinischer Zeit als Präfekten von Ägypten amtierten. Die genauen Amtsbezeichnungen und die damit jeweils verbundenen Zuständigkeiten waren gelegentlichen Änderungen unterworfen. Im Wesentlichen sind diejenigen Personen in die Liste aufgenommen worden, die als römische Statthalter für das gesamte römisch beherrschte Ägypten zuständig waren.

## Entwicklung des Postens
Bis 380 n. Chr. gab es (mit einer recht kurzen Unterbrechung) das Amt des Praefectus Aegypti. Der Inhaber dieses Amtes war bis 298 n. Chr. Statthalter des gesamten römischen Ägypten, das in dieser Zeit eine einzige Provinz namens Aegyptus bildete. Ab 298 n. Chr. wurde Ägypten in mehreren Schritten in mehrere Provinzen aufgeteilt, von denen nur noch eine Aegyptus hieß und voll dem Praefectus Aegypti unterstellt war, während die anderen ägyptischen Provinzen von eigenen Statthaltern mit anderen Titeln verwaltet wurden (die allerdings dem Praefectus Aegypti untergeordnet waren). In einer Phase dieser wiederholten Provinzreformen des 4. Jahrhunderts, von 314/315 und 324, war die Provinz Aegyptus aufgeteilt in Aegyptus Herculia und Aegyptus Iovia, ab 322 auch noch Aegyptus Mercuriana. Besagten zwei bzw. drei Provinzen stand in diesen zehn Jahren ein praeses vor; einen praefectus Aegypti gab es in dieser Zeit nicht. Ab 324 gab es wieder nur noch eine Provinz mit dem Namen Aegyptus, der auch wieder ein Praefectus Aegypti vorstand.
Ab 367 sind einzelne der Präfekten nicht mehr unter der Bezeichnung Praefectus Aegypti, sondern als Praefectus Augustalis in den Quellen bezeugt. Zur standardmäßigen Titulatur des höchsten Amtsträgers in Ägypten wurde diese neue Bezeichnung aber erst mit einer Verwaltungsreform um das Jahr 381/382. Dabei wurde Ägypten aus der Dioecesis Orientis herausgelöst und zu einer eigenen Diözese, der Dioecesis Aegypti. Während die anderen Diözesen des spätrömischen Reiches einem Amtsträger mit dem Titel Vicarius unterstanden, wurde der Leiter der Dioecesis Aegypti nun als Praefectus Augustalis bezeichnet. Anders als der frühere Praefectus Aegypti befand sich dieser neue Posten eine Hierarchieebene über der eines Provinzstatthalters; die Vorsteher der einzelnen ägyptischen Provinzen (praesides und correctores) waren ihm unterstellt. Diese neue Struktur hielt sich bis in das 6. Jahrhundert, zur Verwaltungsreform des Kaisers Justinian I. im Jahr 538/539. Damals wurde die Dioecesis Aegypti neu in Provinzen aufgeteilt, denen jeweils ein Dux et Augustalis vorgesetzt wurde. Dieser hatte die militärische Obergewalt in dem ihm unterstellten Teil Ägyptens und war gleichzeitig Vorgesetzter eines praeses, dem die jeweilige Ziviladministration unterstand. Einen für ganz Ägypten zuständigen Amtsträger gab es nun nicht mehr; die neuen Duces et Augustales der Einzelprovinzen waren direkt dem Praefectus praetorio per Orientem unterstellt. Daher endet die hier zusammengestellte Liste mit der Reform von 538/539.

## Praefectus Aegypti (bis 380)
| Jahre                                 | Name |
| ------------------------------------- | --- |
| 30 v. Chr.–26 v. Chr.                 | Gaius Cornelius Gallus |
| 25 v. Chr.–24 v. Chr.                 | Aelius Gallus |
| 24 v. Chr.–22 v. Chr.                 | Publius Petronius |
| 15/14 v. Chr.–13/12 v. Chr.           | Publius Rubrius Barbarus |
| 7 v. Chr.–4 v. Chr.                   | Gaius Turranius Gracilis |
| 2/1 v. Chr.–3                         | Publius Octavius |
| 9/10                                  | Publius Ostorius Scapula |
| 10/11                                 | Gaius Iulius Aquila |
| 11–14                                 | Lucius Antonius Pedo |
| 14/15                                 | Marcus Magius Maximus |
| 15–21                                 | Lucius Seius Strabo |
| 21–27                                 | Gaius Galerius |
| 28–31                                 | Publius Flavius Hiberus |
| 32–38                                 | Aulus Avillius Flaccus |
| 38                                    | Quintus Naevius Cordus Sutorius Macro (designiert)                                                                               |
| 39–41                                 | Gaius Vitrasius Pollio |
| 41–42                                 | Lucius Aemilius Rectus |
| zwischen 42 und 45                    | Marcus Heius |
| 45–47                                 | Gaius Iulius Postumus |
| 47–52                                 | Gnaeus Vergilius Capito |
| 53–54                                 | Lucius Lusius Geta |
| 55–59                                 | Tiberius Claudius Balbillus |
| 60–62                                 | Lucius Iulius Vestinus |
| 63–64                                 | Gaius Caecina Tuscus |
| 66–69                                 | Tiberius Iulius Alexander |
| 70–72                                 | Lucius Peducaeus Colon (oder Colonus)                                                                                            |
| 73                                    | Tiberius Iulius Lupus |
| 74                                    | Valerius (?) Paulinus |
| 75–76                                 | [S]ept[imius?] Nu[…] |
| 76/77                                 | Lucius Iulius Ursus |
| 78–79                                 | Gaius Aeternius Fronto |
| 80/81–82                              | Gaius Tettius Africanus Cassianus Priscus                                                                                        |
| 83                                    | Lucius Laberius Maximus |
| 85–88                                 | Gaius Septimius Vegetus |
| 89–91/92                              | Marcus Mettius Rufus |
| 92–93                                 | Titus Petronius Secundus |
| 94–98                                 | Marcus Iunius Rufus |
| 98–100                                | Gaius Pompeius Planta |
| 100/101–103                           | Gaius Minicius Italus |
| 103–107                               | Gaius Vibius Maximus |
| 107–112                               | Servius Sulpicius Similis |
| 113–117                               | Marcus Rutilius Lupus |
| 117–119                               | Quintus Rammius Martialis |
| 120–124                               | Titus Haterius Nepos |
| 124–126?                              | Petronius Quadratus |
| 126 (125?)–133                        | Titus Flavius Titianus |
| 133–137                               | Marcus Petronius Mamertinus |
| 137–142                               | Gaius Avidius Heliodorus |
| 142–143                               | Gaius Valerius Eudaemon |
| 144–147                               | Lucius Valerius Proculus |
| 147–148                               | Marcus Petronius Honoratus |
| 150–154                               | Lucius Munatius Felix |
| 154–159                               | Marcus Sempronius Liberalis |
| 159–160                               | Titus Furius Victorinus |
| 161                                   | Lucius Volusius Maecianus |
| 161/162–164                           | Marcus Annius Syriacus |
| 164–167                               | Titus Flavius Titianus |
| 167–168                               | Quintus Baienus Blassianus |
| 168–169                               | Marcus Bassaeus Rufus |
| 169–175                               | Gaius Calvisius Statianus |
| 176                                   | Gaius Caecilius Salvianus (kommissarisch)                                                                                        |
| 176–179                               | Titus Pactumeius Magnus |
| 179–180                               | Titus Taius Sanctus |
| 180–181                               | Titus Flavius Piso |
| 181–183                               | Decimus Veturius Macrinus |
| 185                                   | Titus Longaeus Rufus |
| 186–187                               | Pomponius Faustinianus |
| 188                                   | Marcus Aurelius Verianus |
| 188                                   | Marcus Aurelius Papirius Dionysius (designiert)                                                                                  |
| 189–190                               | Quintus Tineius Demetrius |
| 191–193                               | Larcius Memor |
| 193–194                               | Lucius Mantennius Sabinus |
| 195–196                               | Marcus Ulpius Primianus |
| 197–199                               | Quintus Aemilius Saturninus |
| 200–203                               | Quintus Maecius Laetus |
| 204–205/206                           | Claudius Iulianus |
| 206–211                               | Tiberius Claudius Subatianus Aquila                                                                                              |
| 212–213                               | Lucius Baebius Aurelius Iuncinus                                                                                                 |
| 215                                   | Aurelius Septimius Heraclitus |
| 215/216                               | Aurelius Antinous (wohl kommissarisch)                                                                                           |
| 216–217                               | Lucius Valerius Datus |
| 218                                   | Iulius Basilianus |
| 219? (kommissarisch)                  | Callistianus |
| 219–220                               | Geminius Chrestus |
| 222                                   | Lucius Domitius Honoratus |
| 222–223                               | Marcus Aedinius Iulianus |
| 223/224?                              | [-]alerius (Valerius?, Galerius?)                                                                                                |
| 224                                   | Marcus Aurelius Epagathus |
| 225 (kommissarisch)                   | Tiberius Claudius Herennianus |
| zwischen 225 und 230?                 | Claudius Claudianus |
| 229/230                               | Claudius Masculinus |
| (230?–)231/232                        | Marcus Aurelius Zeno Ianuarius (amtierte statt eines Präfekten mit dem Titel στρατηλάτης, der Entsprechung des lateinischen dux) |
| 231/232–236                           | Mevius Honoratianus |
| 237                                   | Corellius Galba |
| 239–240                               | Lucius Lucretius Annianus |
| 240/241–241                           | Gnaeus Domitius Philippus (amtierte statt eines Präfekten mit dem Titel στρατηλάτης, der Entsprechung des lateinischen dux)      |
| 242–245                               | Aurelius Basileus |
| 245–247/248?                          | Gaius Valerius Firmus |
| 249–250                               | Aurelius Appius Sabinus |
| (250/251–)252                         | Faltonius Restitutianus |
| 252/253                               | Lissenius Proculus (wohl kommissarisch)                                                                                          |
| um 253?                               | […]dius Rufinianus |
| zwischen 247 und 257                  | Lucius Titinius Clodianus Consultius                                                                                             |
| 253–256                               | Titus Magnius Felix Crescentillianus                                                                                             |
| 259–261 (zuvor 257–259 kommissarisch) | Lucius Mussius Aemilianus signo Aegippius                                                                                        |
| 262–263                               | Aurelius Theodotus |
| 264/265                               | Gaius Claudius Firmus |
| 266/267                               | Iuvenius Genialis |
| 270                                   | Tenagino Probus |
| 271                                   | Iulius Marcellinus (kommissarisch)                                                                                               |
| 271–272/273                           | Statilius Ammianus |
| 273(?)–274                            | Gaius Claudius Firmus (als corrector)                                                                                            |
| 279–281/282                           | Hadrianius Sallustius |
| 282–284                               | Pomponius Ianuarianus |
| 284–286                               | Marcus Aurelius Diogenes |
| 286/287                               | Bellicius Peregrinus |
| 287–290                               | Gaius Valerius Pompeianus |
| 290–292                               | Titius Honoratus |
| 292/293                               | Rupilius Felix |
| 297                                   | Aristius Optatus |
| 298                                   | Aemilius Rusticianus (kommissarisch)                                                                                             |
| 298–299                               | Aelius Publius |
| 299–300                               | Heraclius |
| zwischen 303 und 311                  | Apollonius (?) |
| um 303                                | Eustratius (?) |
| zwischen 303 und 306                  | Armenius (?) |
| 303–306                               | Clodius Culcianus |
| 307                                   | Sossianus Hierocles |
| 308                                   | Valerius Victorinus |
| 308–309                               | Aelius Hyginus |
| um 310                                | Titinnius Clodianus |
| 312                                   | Aurelius Ammonius |
| 314                                   | Iulius Iulianus |
| 314/315–324                           | Zwischen 314/315 und 324 gab es keinen Praefectus Aegypti (siehe Einleitung).                                                    |
| vor 328                               | Aurelius Apion |
| 328–329                               | Septimius Zenius |
| 330                                   | Flavius Magnilianus |
| 331                                   | Florentius |
| 331–332                               | Flavius Hyginus |
| 333–335                               | Paterius |
| 335–337                               | Flavius Philagrius |
| 337(?)–338                            | Flavius Antonius Theodorus |
| 338–340                               | Flavius Philagrius (erneut) |
| 341–343                               | Longinus |
| 344                                   | Palladius |
| 345–352                               | Nestorius |
| 353–354                               | Sebastianus |
| 355–356                               | Maximus („der Ältere“) |
| 356–357                               | Cataphronius |
| 357–359                               | Parnassius |
| 359                                   | Italicianus |
| 359–361                               | Faustinus |
| frühes oder mittleres 4. Jahrhundert  | Himerius |
| 361–362                               | Gerontius |
| 362–363                               | Ecdicius Olympus |
| 364                                   | Hierius |
| 364                                   | Maximus |
| 364–366                               | Flavianus |
| 366–367                               | Proclianus |
| 367–370                               | Flavius Eutolmius Tatianus (mit dem Titel Praefectus Augustalis)                                                                 |
| 370–371                               | Olympius Palladius |
| 371–374                               | Aelius Palladius |
| 376 (?)                               | Publius (?) (mit dem Titel Praefectus Augustalis)                                                                                |
| 379                                   | Bassianus (?) |
| 379                                   | Hadrianus (?) |
| 380                                   | Iulianus |

## Praefectus Augustalis (381–538/539)
| Jahre                                | Name                     |
| ------------------------------------ | ------------------------ |
| 381–382(?)                           | Antoninus (?)            |
| 382                                  | Palladius                |
| 383                                  | Hypatius                 |
| 384                                  | Optatus                  |
| 384–386                              | Florentius               |
| 386                                  | Paulinus                 |
| 387                                  | Eusebius                 |
| 388                                  | Flavius Ulpius Erythrius |
| 388–390                              | Alexander                |
| 391                                  | Evagrius                 |
| 392                                  | Hypatius (erneut)        |
| 392                                  | Potamius                 |
| spätes 4. Jahrhundert                | Damonicus                |
| spätes 4. Jahrhundert                | Theodorus                |
| 396                                  | Gennadius Torquatus      |
| 396                                  | Remigius                 |
| 397                                  | Archelaus                |
| zwischen 398 und 404                 | Paulacius (?)            |
| zwischen 403 und 404                 | Pentadius                |
| zwischen 403 und 404                 | Euthalius                |
| 415                                  | Orestes                  |
| um 420/430                           | Theodorus                |
| 422 (?)                              | Callistus                |
| frühes oder mittleres 5. Jahrhundert | Aelianus                 |
| 435                                  | Cleopater                |
| 443 (?)                              | Charmosynus              |
| 451                                  | Theodorus                |
| 453                                  | Florus                   |
| 457                                  | Nicolaus                 |
| 468–469                              | Flavius Alexander        |
| zwischen 475 und 476                 | Boethius                 |
| 477                                  | Anthemius                |
| um 478/480                           | Theoctistus              |
| 482                                  | Theognostus              |
| 482                                  | Pergamius                |
| zwischen 482 und 490                 | Entrechius               |
| 487                                  | Theodorus                |
| 487                                  | Arsenius                 |
| 516                                  | Theodosius               |
| zwischen 518 und 523                 | Flavius Strategius       |
| 535                                  | Dioscorus                |
| 538                                  | Rhodon                   |
| spätes 5./frühes 6. Jahrhundert      | Licinius                 |